# پروژه استفاده منصفانه
پروژه استفاده منصفانه (به انگلیسی: Fair Use Project) بخشی از مرکز اینترنت و جامعه استنفورد در دانشکده حقوق استنفورد است. این مرکز که در سال ۲۰۰۶ (میلادی) راه‌اندازی شده، و کار آن، کمک قانونی برای "روشن کردن و گسترش 'استفاده منصفانه' برای تقویت آزادی خلاق است". این برنامه را مربی دانشکده حقوق استفورد، تونی فالزون (به انگلیسی: Tony Falzone) مدیریت می‌کند. پروژه استفاده منصفانه در بسیاری از دادخواست‌های حقوقی مهم، مانند آگیِر در برابر وِب، برِیو نیو فیلمز در برابر ویاکُم، گولَن در برابر گُنزالِس، کال در برابر گُنزالِس، اخراج‌شده: فهمیدن مجاز نیست|لِنُن در برابر پرامیس مدیا، سرگرمی‌های برادران وارنر و جی.کی. رولینگ در برابر آردی‌آر بوکس، شلُس در برابر جُیس، و وارگاس در برابر بی‌تی دخیل بوده است.